# Cacostola salicicola
Cacostola salicicola är en skalbaggsart som först beskrevs av Linsley 1934.  Cacostola salicicola ingår i släktet Cacostola och familjen långhorningar. Inga underarter finns listade.